# Vespula germanica
Vespula germanica (nemačka osa) je vrsta ose koja se nalazi u većem delu severne hemisfere. Evropske ose su deo porodice Vespidae i ponekad ih pogrešno nazivaju papirnim osama jer grade gnezda od sivog papira, mada strogo govoreći papirne ose su deo podfamilije Polistinae. V. germanica na telu ima crne i žute trake. Crne trake su strelaste po sredini abdomena i postoje parne crne tačke na žutim trakama. Krila su duga i transparentna, antene su crne a noge su najčešće žute. Radnici su dugi 12-15 mm; kraljice su im slične ali su dužine oko 20mm.

## Biologija i ekologija
Ovoj vrsti pripadaju socijalne ose koje grade zajednička podzemna gnezda. Mogu se smatrati štetočinama i mogu predstavljati opasnost jer mogu da napadnu čoveka ukoliko su privučeni substancama koje sadrže šećere i proteine. Napadaju ukoliko se osete ugroženo. Imaju potencijalni uticaj na lokalne ekosisteme jer love pčele kao i na voćarstvo usled izazivanja oštećenja na voću pri čemu dolazi do sekundarne gljivične infekcije.
V. germanica  ima tipičan godišnji životni ciklus. Kraljice se tokom kasnog leta i jeseni pare sa jednim ili više mužjaka, čuvajući spermatozoide u spermateci (organ za skladištenje spermatozoida). Zimske mesece provode u hibernaciji na dobro izolovanim mestima. U proleće kraljice završavaju sa hibernacijom, hrane se nektarom i započinju potragu za pogodnim mestom za pravljenje gnezda. Gnezda pretežno prave pod zemljom, mada koriste i trulo drveće kao i šupljine u zidovima. Takođe koriste i napuštena legla miševa. Samo u veoma retkim slučajevima će ova osa napraviti gnezdo na otvorenom. Ponekad postoji kompeticija oko potencijalnog mesta i može se dogoditi da prolećna kraljica umre tokom borbe dok napadaju ili brane mesto gnezda.

## Rasprostranjenost
V.germanica predstavlja autohtonu vrstu u Palearktičkom regionu. Introdukovana je i utvrđena na mnogim drugim mestima uključujići Severnu Ameriku, Južnu Ameriku (Argentina i Čile), Australiju i Novi Zeland.

## Spoljašnje veze
- Differences between Yellowjackets and Hornets
- Photographs of Yellowjackets (and other insects) in flight
- Yellowjackets - Center for Invasive Species Research